# Folioceros glandulosus
Folioceros glandulosus là một loài rêu trong họ Anthocerotaceae. Loài này được Lehm. & Lindenb. D.C. Bhardwaj mô tả khoa học đầu tiên năm 1975.